# Call Northside 777
Call Northside 777 (bra: Sublime Devoção; prt: A Verdade Triunfou) é um filme estadunidense de 1948, do gênero drama policial, dirigido por Henry Hathaway, com roteiro de Jerome Cady e Jay Dratler baseado no caso real do repórter de Chicago que buscou provar a inocência de um homem condenado por assassinato em 1932. Os nomes foram mudados, sendo que os dos condenados eram Majczek e Marcinkiewicz e o do policial assassinado, William D. Lundy.

## Elenco

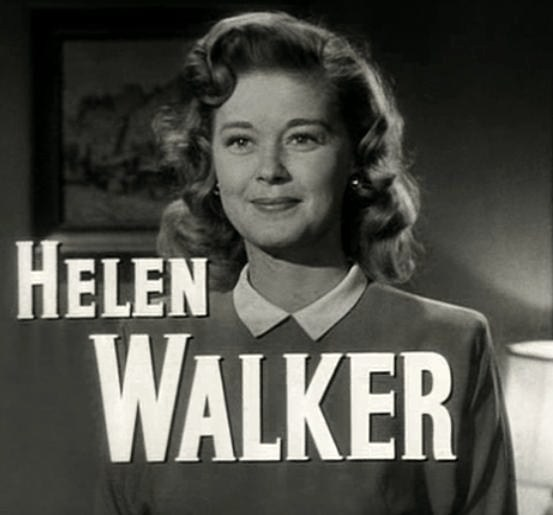
Helen Walker no trailer do filme

- James Stewart...P.J. McNeal (baseado no repórter real James McGuire)
- Richard Conte...Frank Wiecek (baseado no condenado real Joseph Majczek)
- Lee J. Cobb...Brian Kelly (baseado no editor real Karin Walsh)
- Helen Walker...Laura McNeal
- Betty Garde...Wanda Skutnik (baseada na testemunha real Vera Walush)
- Kasia Orzazewski...Tillie Wiecek (baseada em Tillie Majczek)
- Joanne De Bergh...Helen Wiecek
- Howard Smith...K.L. Palmer
- Moroni Olsen...Chefe da Comissão de Anistia
- J.M. Kerrigan...Sullivan
- John McIntire...Sam Faxon
- Paul Harvey...Martin J. Burns
- George Tyne...Tomek Zaleska (baseado no condenado real Theodore Marcinkiewicz)
- Michael Chapin...Frank Wiecek Jr.
- Leonarde Keeler...Ele mesmo - o inventor do polígrafo
- E. G. Marshall...Rayska
- Thelma Ritter...recepcionista
- Lionel Stander...Corrigan, companheiro de cela de Wiecek
- Truman Bradley...narrador
- Helen Foster...secretária (não creditada)

## Sinopse
Em 1932 em Chicago, durante a Lei Seca, um policial é assassinado dentro de um bar que vendia bebidas ilegais. Frank Wiecek e outro homem são rapidamente presos e ambos são sentenciados a 99 anos de prisão. Onze anos depois da sentença, a mãe de Wiecek coloca um anúncio no jornal oferecendo 5 mil dólares de recompensa a quem contar sobre o verdadeiro assassino à polícia. 
O editor do jornal Chicago Times, Brian Kelly, envia o repórter P.J. McNeal para investigar o caso. McNeal é cético sobre a inocência de Wiecek mas aos poucos, depois de entrevistar a mãe e a esposa do condenado, além do próprio, muda de ideia e decide ir a fundo na revisão do caso. Apesar das várias provas conseguidas que atestam as diversas falhas no processo, o advogado do jornal avisa McNeal que somente se a testemunha ocular do crime, a balconista Wanda Skutnik, que desapareceu, mudasse o depoimento ou se ele provar que ela mentiu, a comissão de anistia aceitará rever o caso.

## Recepção
O filme teve recepção positiva quando do primeiro lançamento e novamente quando do DVD, em 2004.  O Onion AV Club Review argumenta que apesar do filme não ser um verdadeiro filme noir, é bom (tradução livre): "As locações externas e a atuação de Stewart tornam um filme sóbrio num vibrante e excitante exemplar do gênero, mesmo que tanto o herói como o condenado sejam ambos muito nobres para o noir ". O website DVD Verdict afirma que o ator pode ser a melhor razão para se assistir ao filme: "O valor está principalmente na caracterização dada por Stewart como um homem cético com uma consciência incômoda".

### Prêmios e indicações
Venceu
- Prêmio Edgar (1949): de Mystery Writers of America para Roteiro de Melhor Filme[carece de fontes?]

Indicações
- Writers Guild of America (1949): Prêmio WGA[carece de fontes?]; Melhor roteiro de drama, Jerome Cady e Jay Dratler[carece de fontes?]; Prêmio The Robert Meltzer (roteiro), Jerome Cady e Jay Dratler[carece de fontes?]

### Áudios
- Call Northside 777 do Screen Guild Theater: 7 de outubro de 1948
- Call Northside 777 do Hollywood Sound Stage: 27 de dezembro de 1951